# 牲畜章
牲畜章（阿拉伯语：‎，羅馬化：al-ʾanʿām），音译艾奈阿姆章，是古兰经的第6章（苏拉），共165节。
牲畜章属于麦加篇章，阐述了安拉全能、伟大的证据，批驳多神论并建立认主学（一神论），确立了伊斯兰教信仰的原则。该章名称源于在经文中遭到批驳的与牲畜有关的多神教禁忌。